# Araleshwar, Hangal
Araleshwar là một làng thuộc tehsil Hangal, huyện Haveri, bang Karnataka, Ấn Độ.